# Elisabeth von Hessen († 1293)
Elisabeth von Hessen (* 1269; † 19. Februar 1293) war eine landgräfliche Prinzessin und durch Heirat Gräfin von Sayn.

## Leben
Elisabeth war eine Tochter des Heinrich I. von Hessen, erster hessischer Landgraf und Begründer des hessischen Fürstenhauses. Ihre Mutter war Adelheid von Braunschweig, Tochter des Herzogs Otto von Braunschweig.
1287 wurde sie mit dem Grafen Johann I. von Sayn aus dem Hause Sponheim verheiratet, einem Sohn Gottfrieds von Sayn und Enkel Johanns I. von Sponheim-Starkenburg. Johann I. von Sayn war einige Jahre jünger als seine Gemahlin und verzichtete bei der Eheschließung gegenüber seinem Schwiegervater auf die Auszahlung der Mitgift in Höhe von 1000 Mark solange, wie es dem Landgrafen genehm war. 1289 verzichteten Elisabeth und ihr Mann auf alle Erbansprüche gegen den wiederverheirateten Landgrafen.
Aus der Ehe sind die Kinder Adelheid, († nach 1347, ⚭ Graf Berthold III. von Katzenelnbogen), Lisa, (⚭ Bartard von Merenberg),  Gottfried (Statthalter in Dortmund), Heinrich (Pfarrer in Vallendar) und Gozbert († 1327) hervorgegangen.
Im Nekrolog des Klosters Marienstatt findet sich ein Eintrag vom 19. Februar 1293. Elisabeth hatte den Mönchen des Klosters mehrere Messgewänder überlassen. Es ist nicht ausgeschlossen, dass sie dort ihre letzte Ruhestätte fand. Ein Grab ist allerdings nicht vorhanden.